# Polacy
Polacy – naród zachodniosłowiański (lechicki) zamieszkujący głównie obszar Rzeczypospolitej Polskiej i będący jej głównym składnikiem ludnościowym, a poza granicami Polski tworzący Polonię.
Polacy posługują się w większości językiem polskim oraz alfabetem łacińskim, który został wprowadzony w X wieku z chwilą, od której na ziemiach polskich zaczęto wprowadzać chrześcijaństwo obrządku zachodniego. W ukształtowaniu wyznaniowym Polaków wyraźną większość stanowią katolicy obrządku łacińskiego, obecne są także inne obrządki i wyznania.
Według Narodowego Spisu Powszechnego z 2011 roku liczba osób deklarujących narodowość polską zamieszkałych na terenie Polski wynosi łącznie 37,4 mln przy populacji 38,5 mln. Liczebność diaspory polskiej według różnych źródeł to 13–16 mln. Stowarzyszenie „Wspólnota Polska” szacuje liczebność Polonii na 20 mln.

## Etymologia

### Hipotezy pochodzenia nazwy
Istnieją dwie teorie na temat pochodzenia nazwy Polski oraz Polaków. Pierwsza za źródłosłów uznaje nazwę pole, a druga ród Lecha. Obie teorie równorzędnie często przytaczają polscy historycy i językoznawcy. Najczęściej uznaje się, że „Polacy”, a także Polska (domyślnie ziemia), Polanin, Polak (od XV wieku) albo Pole; stsł. polakъ; łac. „vir agrestis” (posiadający wiele pól) – wywodzi swój źródłosłów od wczesnośredniowiecznej (prawdopodobnie praindoeuropejskiej) formy pole i jej odmian, które stały się bazą licznych nazw topograficznych (np. Police) i plemiennych np. Polanie. Według tej interpretacji Polanie byliby osadźcami pól i równin nadwarciańskich. „Inter Alpes Huniae et Oceanum est Polonia, sic dicta in eorum idiomate quasi Campania” Gervassi, 1211. Taką etymologię przedstawił właśnie Jan Długosz – Polanye, id est campestres. Marcin Kromer wyjaśniał, że „imię to abo od pola, równiny, lub polowania, lub od wojowania w otwartym polu” pochodzi.
Druga teoria wywodzi nazwę od Lachów potocznej nazwy rodu Lechitów wywodzącego się od protoplasty – Lecha. Marcin Kromer obok wywodu od nazwy pole przytacza również drugą teorię wywodzącą nazwę Polaków/Polski od wyrażenia po Lachu, czyli potomków Lecha we fragmencie ...od fundatora i pierwszego książęcia ich Lecha albo Lacha Polakami jakoby Polachami, to jest po Lachu narodem pozostałym (...). Zwolennikiem teorii, że nazwa Polski/Polaków jest uproszczoną nazwą Polachia był polski historyk Stanisław Orzechowski, który zanotował (red.Polskę)...którą niegdyś po prostu Lechią, teraz zaś Polską nazwano; nie od pola to jest murawy, jak niektórzy plotą, ale od tego, że co przycięższe do wymówienia było, miasto Polachią snadniejszym imieniem Polską rzeczono. Zapisy podobnej treści znalazły się również w obcojęzycznych źródłach. Kronika frankijska Annales laureshamenses (703–803) wspomina przywódcę walk z Frankami nazywając go Lechem Kronikarz czeski zauważa, że „Polacy dlatego nazwani są Lachami, ponieważ wojują raczej podstępem i chytrością niż siłą”. „Lechi autem dicti fuerunt Polonii eo, quod magis deceptionibus et calliditate in bellis utebantur, quam ciribus”. Dla średniowiecznego kronikarza, patrzącego od strony węgierskiej imię to mogło znaczyć tyle co „wojsko zaciężne, rycerstwo, wojownicy najwaleczniejsi”. Współczesny Mieszkowi I kronikarz Widukind z Korbei napisał, że Mieszko panuje nad ludem zwanym Licikawiki. W połowie X wieku, cesarz bizantyjski Konstantyn Porfirogeneta w dziele O zarządzaniu cesarstwem wspomniał pogan znad Wisły zwanych Dicyke, a raczej Licyke, byliby to Listkowice (Leszkowice), potomkowie Leszka, dziada Mieszka I. Plemię, czy związek ponadplemienny Lędziców lokalizujemy również w rejonie dorzecza Sanu, Wieprza oraz górnego Dniepru. Właśnie według Nestora – Radymicze osiadli w widłach Wisły i Sanu „mieli pochodzić od Lachów i być Lachami”. Stąd litewskie Lenkas, ruskie Lach, węgierskie Lengyel.
Obecnie obie teorie mają swoich przeciwników i zwolenników pozostając przedmiotem sporu jednak niekoniecznie muszą się wzajemnie wykluczać. Profesor Pavol Jozef Šafárik zauważył, że etnonim Lach, we wszystkich dialektach słowiańskich wywodzi się od apelatywu „pole, równina”. Rosyjski profesor Piotr Aleksiejewicz Ławrowski interpretuje ten wywód, że we wczesnym średniowieczu słowo lach (Lyah, Lech) oznaczało właściciela dóbr ziemskich, ziemianina, szlachcica.
Najstarsza wzmianka o Polanach/Polsce wyszła spod pióra Jana Canapariusa, opata rzymskiego klasztoru św. Bonifacego i Aleksego, wspominająca o Sobiesławie (Sobieborze) Sławnikowicu, który zbrojnie wyruszył cum Bolizlauo Palaniorum duce (pol. „z Bolesławem Polskim [księciem]”) zamieszczona w Żywocie pierwszym św. Wojciecha napisanym w latach 997–1003. Łacińska nazwa Polonia pojawia się także w Kronikach fosseńskich w 1027. Dopiero na początku XI wieku za czasów Bolesława Chrobrego oznaczała całość jego księstwa (napis „Princeps Poloniae” występuje na monetach Bolesława Chrobrego), ponieważ za czasów jego ojca Mieszka, całość jego władztwa rozciągała się na Civitas Schinesghe, lub zgodnie ze źródłami skandynawskimi pierwszych władców „Polski” Mieszka i Bolesława nazywają Vindakonungr (król Winidów). W źródłach historycznych nazwa „Polski i Polan” znad Warty występująca początkowo jako Bolani, w staroniemieckiej formie z XI–XII wieku Bolana, Bolanin, Wippo; Boloni, król Władysław w listach do papieża 1085–1086 – Bolonii; Hermanus Contractus; Boloni; (B zamiast P) Pulani, Hepidanus Pulanes, Diethmar; Polenii, Adam z Bremy Polani, źródła skandynawskie; powieść Wilkina; Pulinaland, Ademar; Poliana itd. Prawdopodobnie w nawiązaniu do formy zaczęrpniętej z dzieła Ptolomeusza wspominającym o plemieniu Bulanes z II w. n.e. (w najstarszym zachowanym rękopisie i wielu innych Σοὐλωνες/Sulones, często Σοὐλανες/Sulanes, zepsuta forma βουλανες/Bulanes to najprawdopodobniej pomyłka kopisty) sąsiadujących z Gotami, zamiana o na u jak w Gottones = Guttones.
W źródłach staroruskich Nestora (1115) Polanie poświadczeni w 944, mieli być osadnikami z dorzecza Dunaju, którzy zasiedlili równiny między Pomorzem i Mazowszem.
W połowie XIII w. Bogufał II twierdził, że nazwa Polanie pochodzi od słowa oznaczającego północ. Nazwa „polska” jeszcze w XVII wieku znaczyła to samo co „polna” np. droga polna to kiedyś droga polska.

### Pochodzenie nazwy
Nazwy określające ziemie współczesnej Polski i Polaków pisane przez u są według źródeł etymologicznie najstarsze:
- Pulinaland[73] 800, Pulanes 1080, Pulanis 1032,
- Bolana, Bolonii po roku 800, Polenia, Poleni (nazwa Boloni przetrwała do dziś w języku arabskim),
- Polonia, Poleni, Boleni 1057, Bolaniarum 996 (spółgłoski B, P naprzemiennie używają Niemcy, zamieniając jedną za drugą pisząc bole, za pole; Polizlaw za Boleslaw (kronikarz Ekkehard, XII wiek)).

## Etnogeneza
Nowożytna (nowoczesna) świadomość narodowa Polaków powstała na przełomie XVIII i XIX wieku, jednak była ona skutkiem procesu, który rozpoczął się jeszcze w czasach piastowskich. Pierwotna polska świadomość narodowa zaczęła kształtować się pod wpływem wielu czynników wywołujących poczucie wspólnej wzajemnej łączności, z których głównym było zjednoczenie w jedno państwo wszystkich plemion szczepu lechickiego przez dynastię Piastów, co w konsekwencji spowodowało późniejszą niwelację odrębności w tychże plemionach. W procesie tym, obok kasty rządzącej, istotną rolę odgrywało samo społeczeństwo poprzez instytucję ogólnopaństwową, jaką był wiec. Była to instytucja doradcza będąca także instrumentem woli samego społeczeństwa, poprzez którą wywierało ono wpływ (o różnym stopniu) na sprawy państwowe, co pogłębiało unifikację. Inne czynniki, które przyczyniły się do wytworzenia świadomości narodowej, to: wojna – kształtująca poczucie odrębności od sąsiadów i ucząca walczyć o wspólne interesy ogólnopaństwowe, czy też wiara – początkowo przede wszystkim kult dwóch świętych, św. Wojciecha i św. Stanisława. Wszystko to spowodowało wytworzenie się poczucia własnej, społecznej odrębności na zewnątrz (m.in. od Prusów, Niemców, Czechów, Rusinów czy Jadźwingów) i poczucia solidarności wewnątrz (np. kult ziemi, własnych odrębnych zalet). Prof. Kazimierz Dobrowolski stwierdzał:

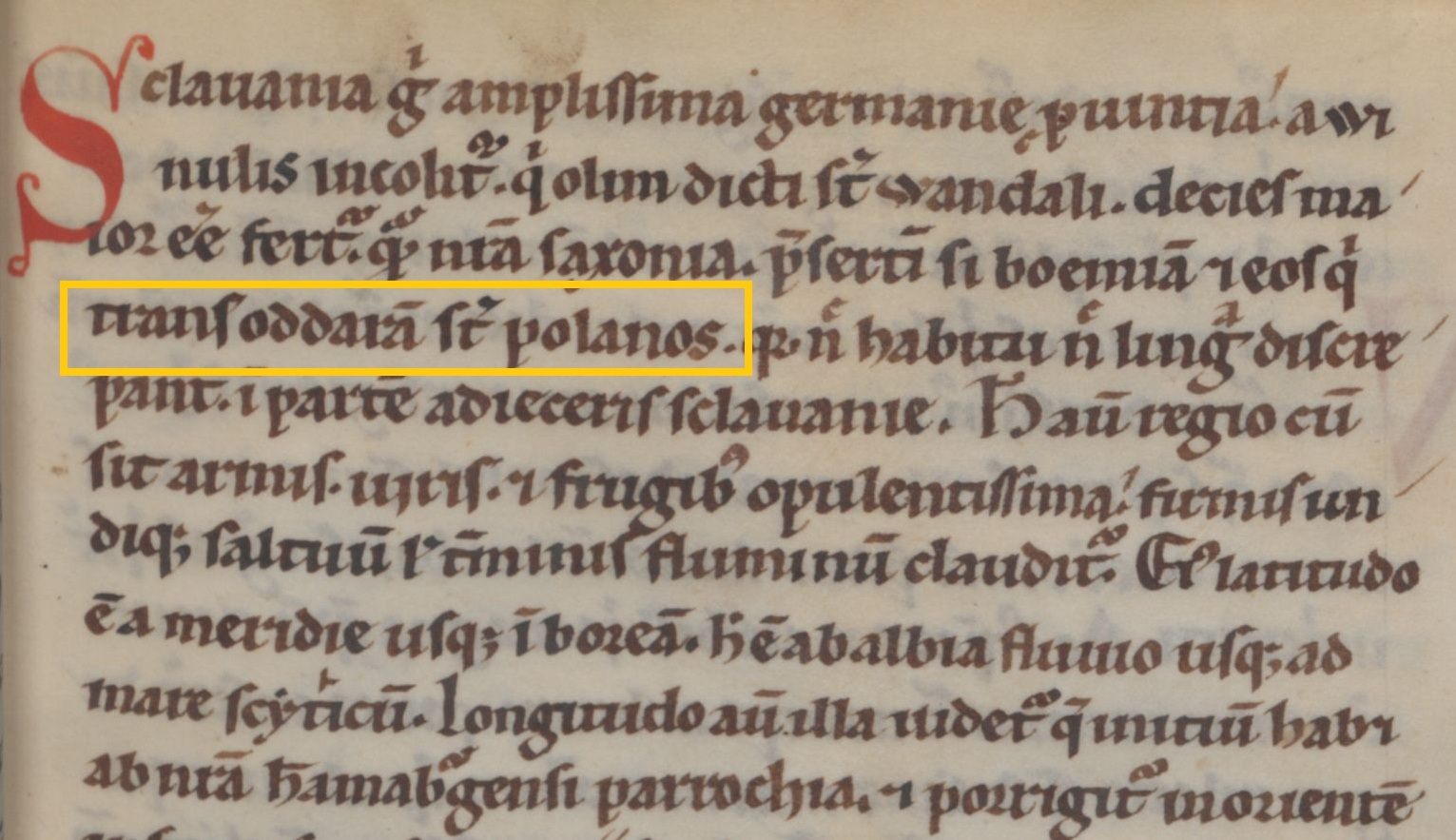
Fragment XI wiecznych „Gesta Hammaburgensis ecclesiae pontificum” Adama z Bremy wymieniający Polan żyjących wzdłuż Odry „trans Oddaram sunt Polanos”.

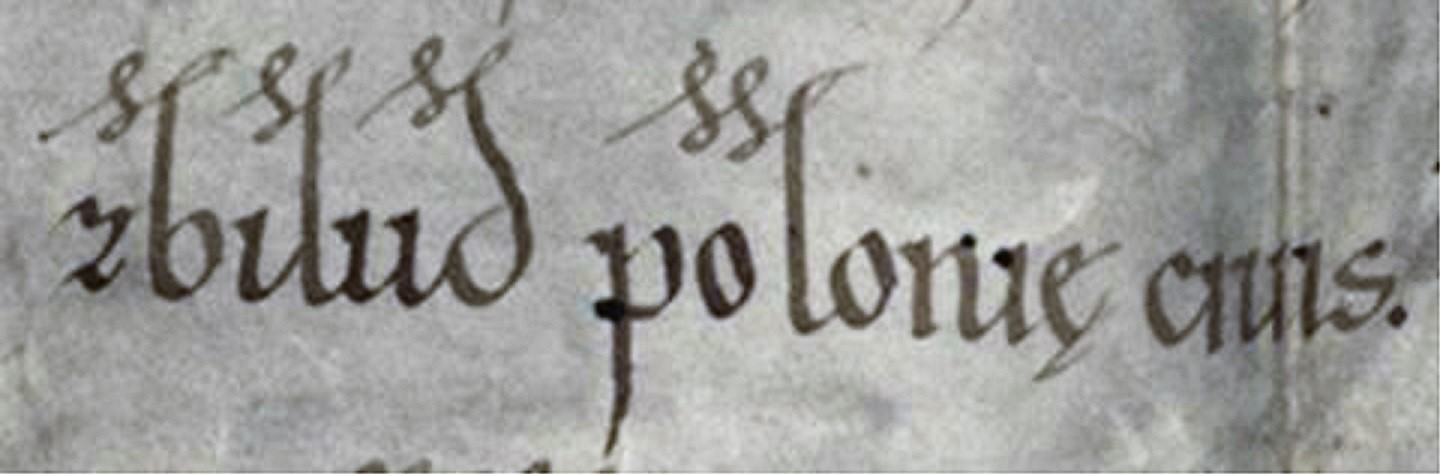
Zbilud polonie civis („Zbylut obywatel Polski”) – najstarszy zapis dotyczący obywatelstwa polskiego pochodzący z dokumentu fundacji Zbyluta Pałuki (1153).

Już w pierwszych wiekach naszego bytu historycznego dostrzec można pewne zjawiska, które cechują nowoczesną świadomość narodową, – jednak w znacznie węższych rozmiarach.

W połowie XVI wieku wytwarza się w Koronie Królestwa Polskiego świadomość narodowa. W połowie XVI wieku nastąpiła też polonizacja magnaterii i szlachty litewskiej, a w XVII wieku polonizacja szlachty białoruskiej. Narodem polskim stała się warstwa wyższa, bez względu na pochodzenie etniczne, język, religię, złączona wspólnymi korzyściami i przywilejami stanowymi.
Natomiast nowożytna polska świadomość narodowa ukształtowała się głównie poprzez zrywy powstań narodowych, od insurekcji kościuszkowskiej poczynając, poprzez okres walk u boku armii napoleońskiej, na powstaniach XIX wieku (listopadowe, krakowskie, wielkopolskie, styczniowe i in.) kończąc. Po utracie bytu państwowego wskutek rozbiorów i próby „życia po śmierci politycznej”, istotne stało się przede wszystkim podtrzymywanie poczucia jedności narodowej Polaków. W pierwszym zrywie narodowym w czasie gdy I Rzeczpospolita chyliła się już pomału ku upadkowi – konfederacji barskiej, udział w nim wzięła w przeważającej mierze głównie szlachta, dopiero reformy (Uniwersał połaniecki) zaproponowane przez Tadeusza Kościuszkę poruszyły w kolejnym zrywie także szerokie masy chłopów. Różnice narodowościowe i językowe stały się wówczas mniej ważne, niż poczucie wspólnoty narodowej. Chociaż nie istniało wówczas państwo polskie, można uznać, że to właśnie okoliczności zagrożenia bytu narodowego spowodowały skonsolidowanie wszystkich stanów ku jednemu celowi. Dzięki temu możliwa była późniejsza odbudowa państwa polskiego w roku 1918 i powtórne scalenie części, należących przez 123 lata do różnych zaborców.
Niegdysiejsze ideologie o rodowodzie bezspornie szlacheckim przenikają i przenikały wszelkie elementy społeczeństwa polskiego od prawicy do lewicy. Kultura uznawana obecnie za narodową była historycznym produktem szlachty.

### Pochodzenie
Polacy należą historycznie do lechickiej podgrupy ludnościowej Słowian zachodnich, zamieszkujących obszar położony między Styrem na wschodzie i Odrą na zachodzie, zjednoczonych około połowy X wieku, ale i ten pogląd jest obecnie przez niektórych historyków podważany, w wyniku podboju (zjednoczenia) wewnętrznego. W ciągu długich dziejów Polski na jej ziemi osiedlały się także inne grupy różnego pochodzenia; (Niemcy, Żydzi, Holendrzy, Szkoci, Szwedzi, Fryzowie, Flamandowie, Ormianie, Tatarzy, Rusini), które często ulegały spolszczeniu (Głuchoniemcy). Niektóre z nich zachowywały jednak swoją odrębność kulturową, językową i wiarę; (Bambrzy, Żydzi, Romowie, Łemkowie, Tatarzy). W czasach Rzeczypospolitej Obojga Narodów Polska znana była w Europie jako państwo tolerancyjne, w którym dopuszczano obecność przedstawicieli różnych wyznań, a także grup różnego pochodzenia.

### Genetyka
Polscy mężczyźni należą do narodów o najwyższej w Europie częstości występowania haplogrupy R1a1. Według badań DNA mieszkańców Polski, przeprowadzonych na Warszawskim Uniwersytecie Medycznym w 2004 roku, nie istnieje wyraźne rozwarstwienie genetyczne między różnymi grupami ludności Polski a współcześni Polacy mają podobny genom, z równomierną domieszką genów wielu nacji. Poszczególne osoby narodowości polskiej są do siebie bardziej „genetycznie podobne” niż członkowie innych społeczeństw europejskich, w których występują niekiedy większe różnice między regionami. Polacy zamieszkując w klinie leżącym pomiędzy ekstremalnymi strefami, czyli w strefie klimatu umiarkowanego, przeszli selekcję znacznie łagodniejszą. W Europie ten umiarkowany klin rozciąga się od Francji na zachodzie, po Rosję na wschodzie, od Morza Bałtyckiego na północy, po Półwysep Bałkański na południu. Polska leży w samym środku tego klina, dlatego mieszkańcy tych terenów równomiernie absorbowali zewnętrzne wpływy. I to nie tylko genetyczne, ale i kulturowe.

### Antropologia fizyczna

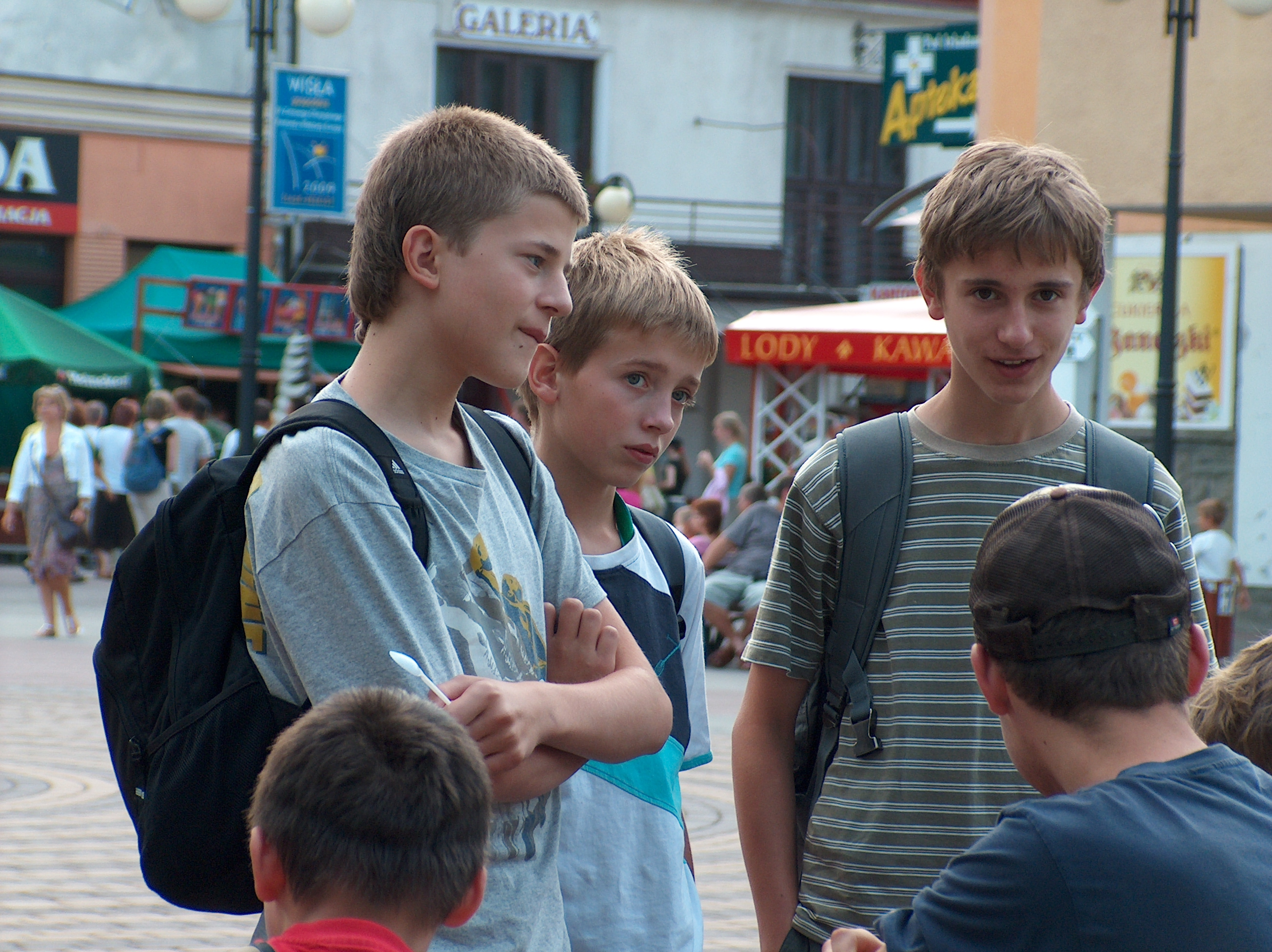
Polskie dzieci w wieku od 12 do 14 lat

W pierwszej połowie XVI wieku Marcin Kromer w dziele De situ Poloniae et gente Polona, ofiarowanym nowo wybranemu królowi Henrykowi Walezemu napisał „Lud polski kolor twarzy ma jasny, włosy żółtawe lub białawe, postać przystojną, średni wzrost” Tomasz Święcki. Opis starożytnej Polski: t. I–II, s. 36
Do odmian antropologicznych występujących w Polsce przed rokiem 1939 należały przede wszystkim: typ nordycki, typ antropologiczny śródziemnomorski, typ alpejski i typ armenoidalny. Ponadto występowały liczne formy mieszane pomiędzy głównymi typami. Typ śródziemnomorski i armenoidalny rzadko występował w Polsce w postaci czystej, najczęściej typy te są w mniejszym lub większym stopniu pomieszane z typem nordyckim lub laponoidalnym.
Na wschodzie Polski charakterystyczny był typ dynarski, który występował w Karpatach, ale i we wschodniej części byłej Galicji, na wschód od Sanu i zwłaszcza na Zadniestrzu (terytorium między Dniestrem a Bohem).
Typem najpospoliciej występującym w Polsce powojennej jest typ mieszany pomiędzy typem nordycznym i laponoidalnym (tzw. typ subnordyczny).
Według pomiarów przeprowadzonych w 1955, w Polsce jasnym kolorem włosów odznacza się 55,9%, a jasnym kolorem oczu 72,4% ludności. Przy zastosowaniu skali Martina szacowano częstość występowania oczu jasnych (kategorie 16–12) na 45–50%, ciemnych (kategorie 6–1) u ok. 20% osób. Włosy koloru blond (kategorie A-P w skali Fischera-Sallera) występują u ok. 20–25% osobników, najciemniejsze włosy (Y, granatowoczarne) występują u rdzennych Polaków bardzo rzadko.
Jedyną istotną zmianą, która dokonała się w cechach fizycznych Polaków w ostatnim tysiącleciu (obok ogólnego trendu sekularnego) jest przeobrażenie kształtu głowy. Analiza antropologiczna cmentarzysk z XI–XIII w. wskazuje, że ówcześni Polacy byli populacją długogłową, w następnych wiekach nastąpił proces krótkogłowienia (brachycefalizacji) (zobacz: indeks cefaliczny).
Spośród mieszkańców Polski występuje pośredni układ grup krwi w stosunku do sąsiednich ugrupowań geograficznych.

## Określenie Polaków jako narodu

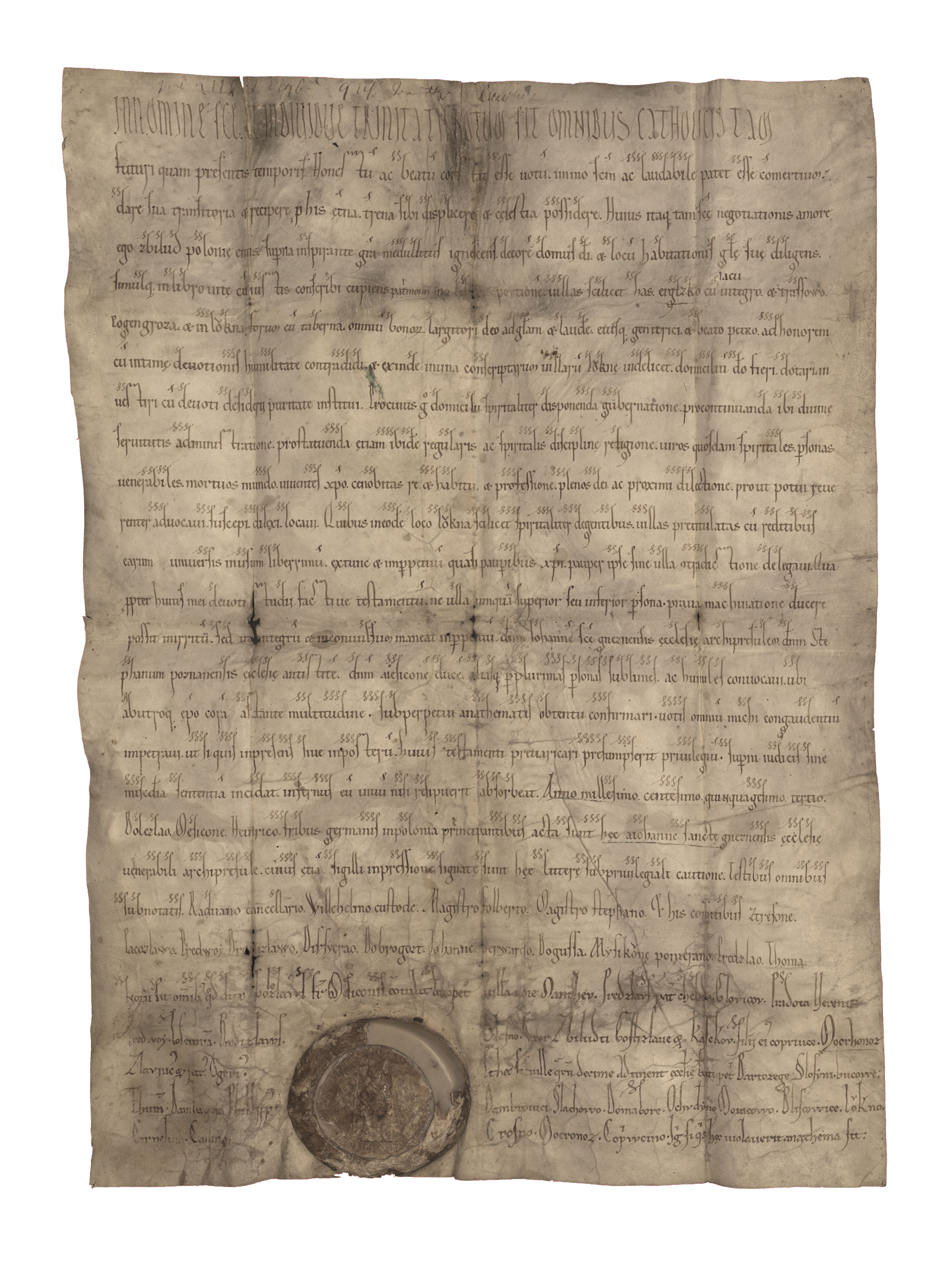
Dokument z 1154 notujący, że Zbilut (z rodu Pałuków) obywatel Polski (“Poloniae civis”) zakłada klasztor cystersów w Łeknie.

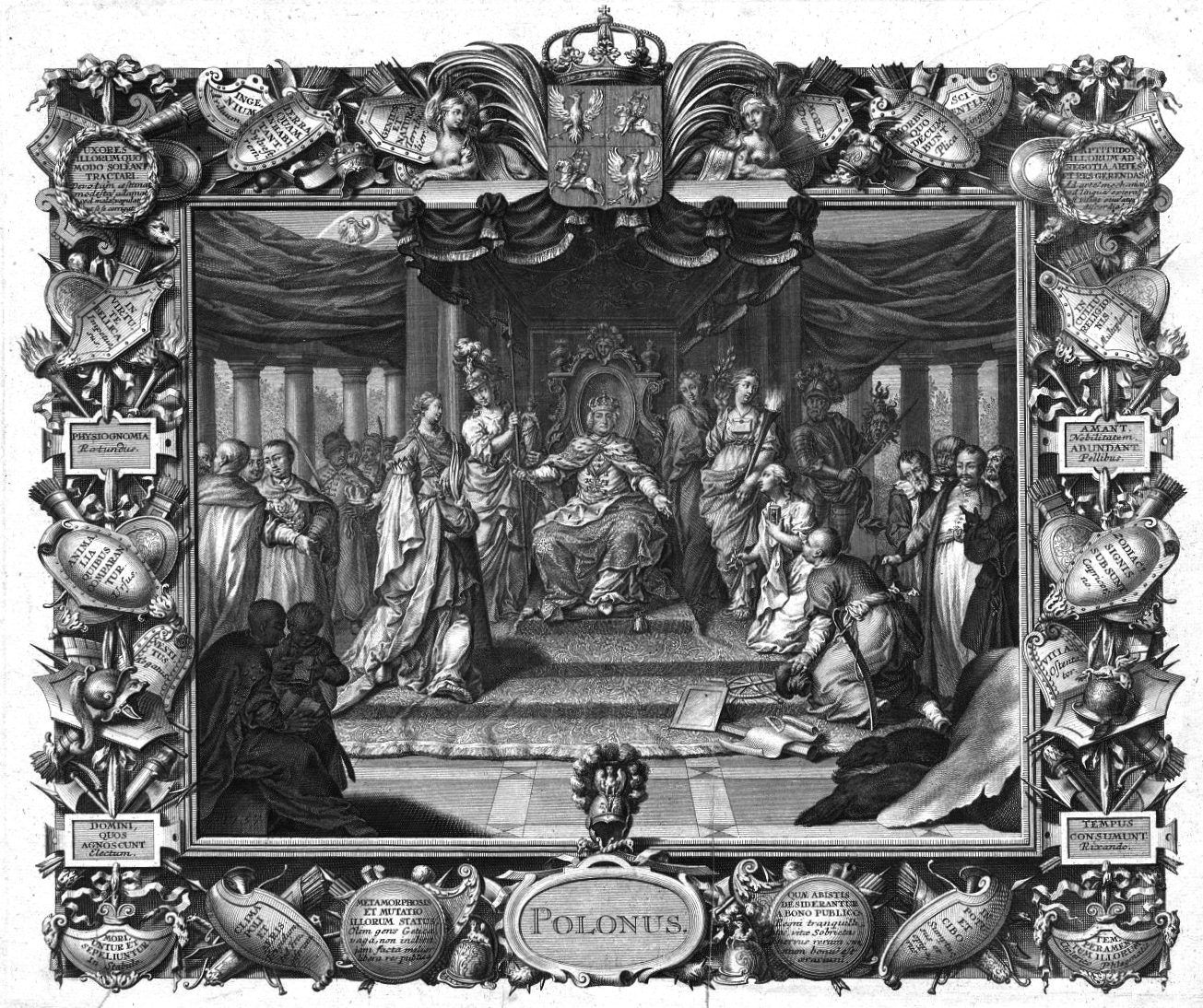
Paul Decker, Alegoria Polaków, 1737

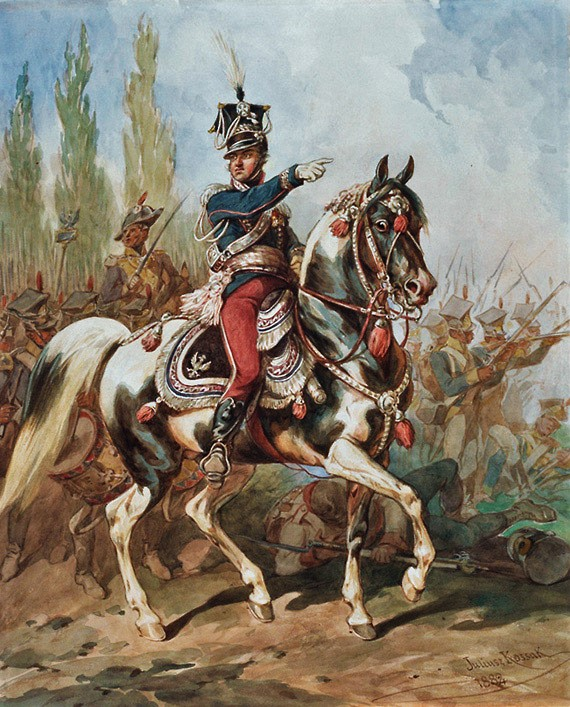
Juliusz Kossak, Generał Jan Henryk Dąbrowski na czele Legionów, 1882

W publicystyce politycznej i historycznej I Rzeczypospolitej sformułowanie Polak, wolny Polak oznaczało według terminów ówczesnych wyłącznie ogół szlachty, czyli „synów koronnych” albo „synów polskich” – Patris Patriae (Ojcowie Ojczyzny). Pojęcie narodu polskiego według tych standardów było zarezerwowane jako pojęcie dla tych mieszkańców, którzy cieszyli się pełnymi prawami obywatelskimi i politycznymi, czyli wyłącznie dla szlachty jako wspólnoty. Pogląd ten utożsamiał naród ze szlachtą całego państwa bez względu na jej przynależność etniczną. Świadomość narodowa kształtowała się w związku z takimi zjawiskami, jak wzrost znaczenia języka polskiego i jego ujednolicenie, oraz zwiększenie się roli politycznej, gdzie cała szlachta miała prawo wyboru króla bezpośrednio, 1666 bitwa pod Mątwami. Tym samym prawem Ustawa Rządowa z 3 maja 1791 dawała szerokie prerogatywy stanowi szlacheckiemu, pomimo że każdy stan był w konstytucji uwzględniony, ale na miarę swojej pozycji. Konstytucja majowa w rozdziale „Szlachta, ziemianie” podkreślała zasługi i należną pozycję pierwszeństwa szlachty w społeczeństwie, formułując to słowami:

„Szanując pamięć przodków naszych jako fundatorów rządu wolnego, stanowi szlacheckiemu wszystkie swobody, wolności, prerogatywy pierwszeństwa w życiu prywatnym i publicznym najuroczyściej zapewniamy, szczególnie zaś prawa, statuty i przywileje temu stanowi od Kazimierza Wielkiego, Ludwika Węgierskiego, Władysława Jagiełły i Witolda brata jego, wielkiego księcia litewskiego, nie mniej od Władysława i Kazimierza Jagiellończyków, od Jana Alberta, Aleksandra i Zygmunta braci, od Zygmunta Augusta, ostatniego z linii jagiellońskiej, sprawiedliwie i prawnie nadane, utwierdzamy, zapewniamy i za niewzruszone uznajemy. Godność stanu szlacheckiego w Polszcze za równą wszelkim stopniom szlachectwa, gdziekolwiek używanym, przyznajemy. Wszystką szlachtę równym być między sobą uznajemy, nie tylko co do starania się o urzędy i o sprawowanie posług Ojczyźnie, honor sławę, pożytek przynoszących, ale oraz co do równego używania przywilejów i prerogatyw stanowi szlacheckiemu służących.”.

Uprzywilejowaną pozycję szlachty w społeczeństwie zniosła dopiero Konstytucja marcowa z 1921, w art. 96. W okresie krwawych wydarzeń powstania chłopskiego na terenach zachodniej Galicji w 1846 (rzeź galicyjska) chłopi polscy dokonali pogromu ludności ziemiańskiej, urzędników dworskich i rządowych pod hasłami „Polacy [szlachta] idą wyrzynać do szczętu chłopów”.
Rozwojowi nowożytnych idei narodowych w I poł. XIX wieku i dążeniu do kulturalnego i narodowego przebudzenia stać się miała na ziemiach polskich tzw. idea słowiańska. Reprezentowali ją lojalistyczni panslawiści, których program uznany został przez polskie koło na Zjeździe Słowiańskim w Pradze za historyczną utopię. Na Zjeździe tym podniesiono fakt, że Polacy nigdy nie utracili ciągłości tożsamości narodowej, dlatego utożsamianie się z ideą słowiańską przez ten naród stanowi jedynie swojego rodzaju „ozdobę”, a nie podstawę myślenia społecznego.
Współcześnie istnieją co najmniej dwa możliwe podejścia do problemu określenia pojęcia narodu polskiego, podobnie zresztą, jak i każdego innego narodu.
W pierwszym ujęciu wyróżnikiem narodu jest sprawa istnienia świadomości narodowej. W takim ujęciu pod pojęciem narodu polskiego rozumieć należy grupę społeczną, która – niezależnie od miejsca zamieszkania w obecnej chwili – cechuje się poczuciem „bycia Polakami”, co wyrażać się może używaniem języka polskiego i traktowaniem go jako mowy ojczystej, przestrzeganiem zwyczajów właściwych dla kultury polskiej, przekonaniem o posiadaniu wspólnych polskich korzeni lub poczuciem polskiej tożsamości narodowej.
W drugim ujęciu wyznacznikiem będzie przedmowa Konstytucji Rzeczypospolitej Polskiej, zgodnie z którą naród polski tworzą wszyscy obywatele Polski, poczuwający się do wspólnego dziedzictwa i dobra Polski, niezależnie od narodowości. Przedmowa konstytucji nie zawęża jednak pojęcia narodu tylko do obywatelstwa polskiego.

## Polskie grupy etnograficzne

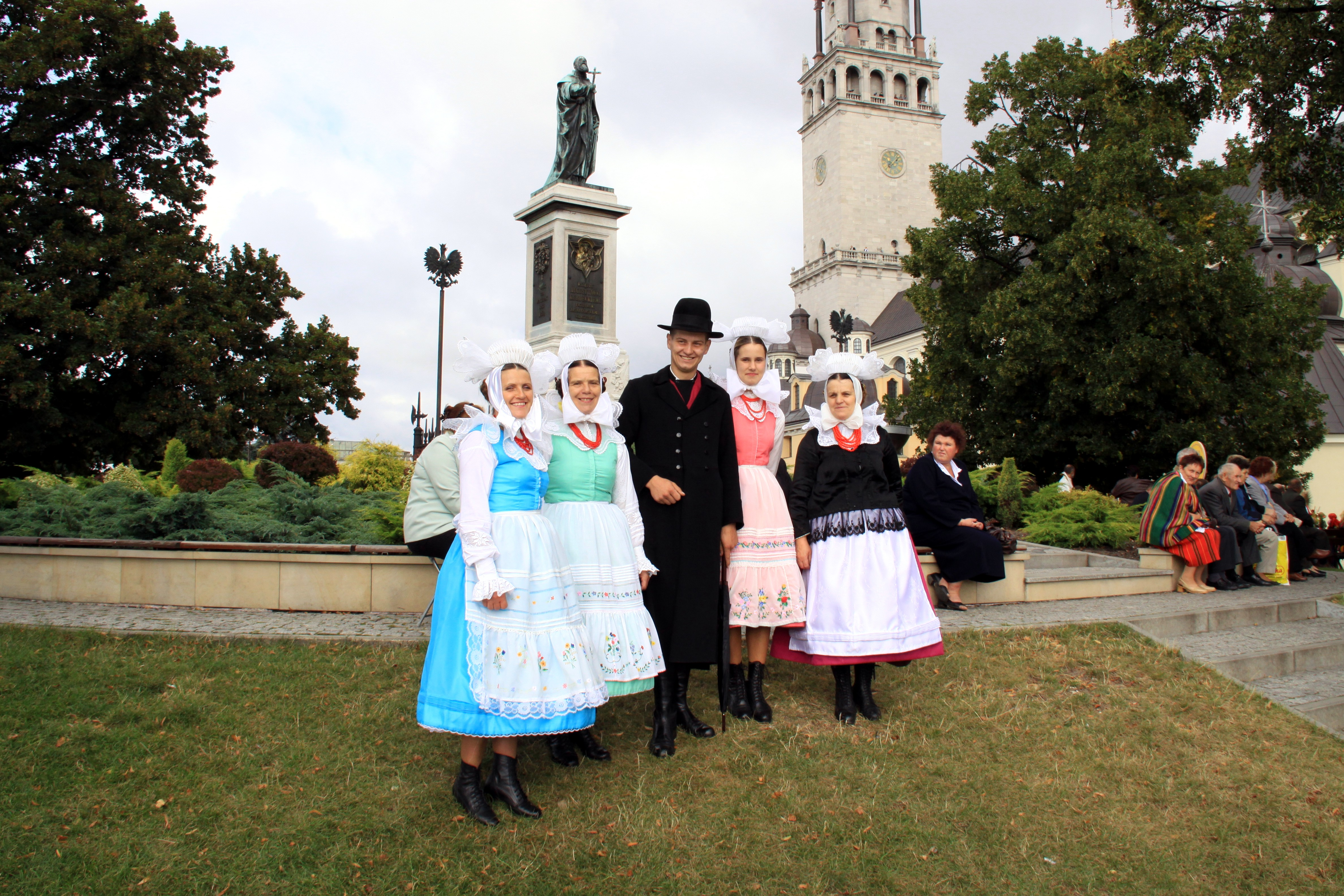
Biskupianie z Krobi w strojach ludowych na Jasnej Górze

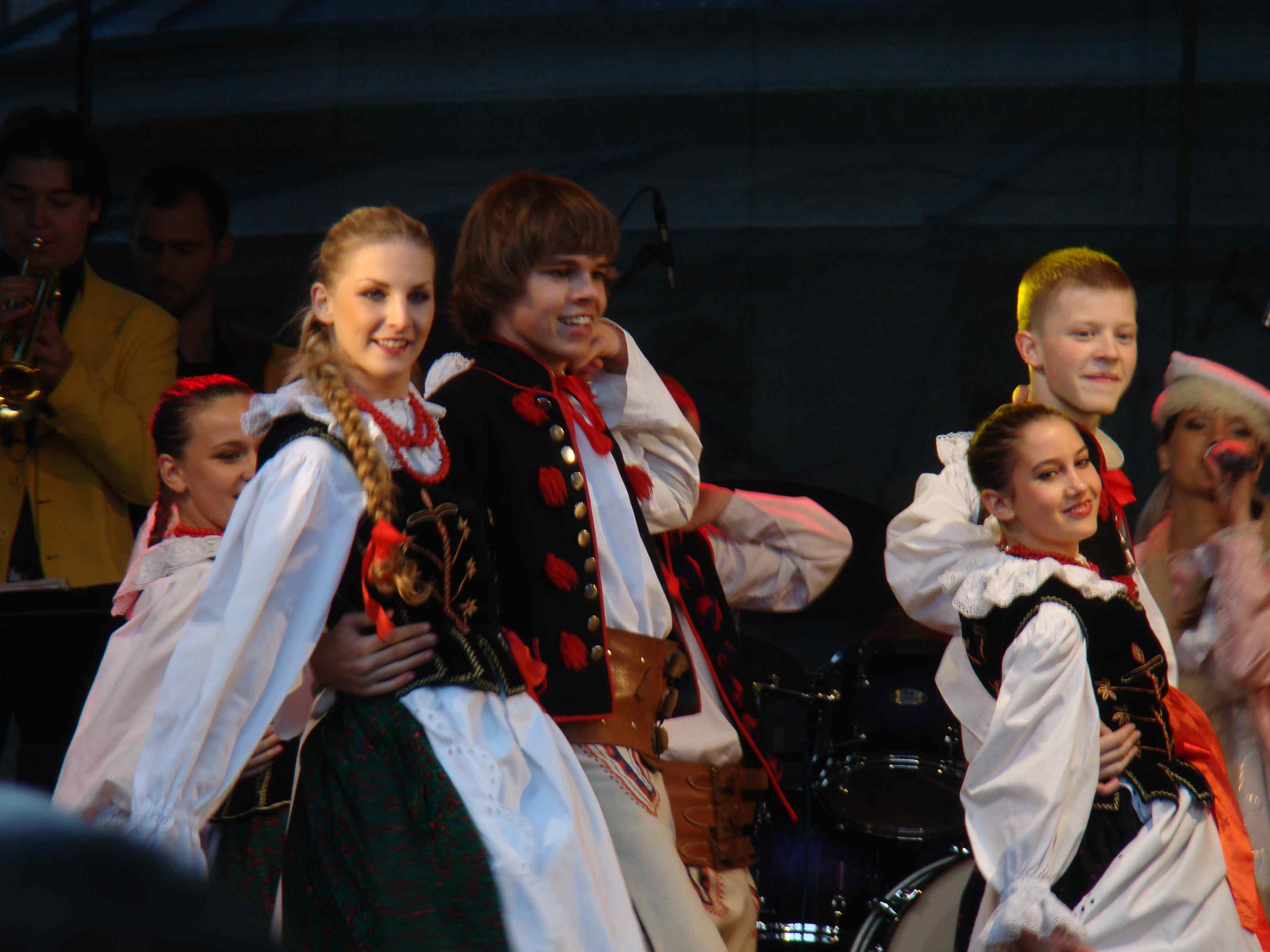
Górale żywieccy w strojach ludowych

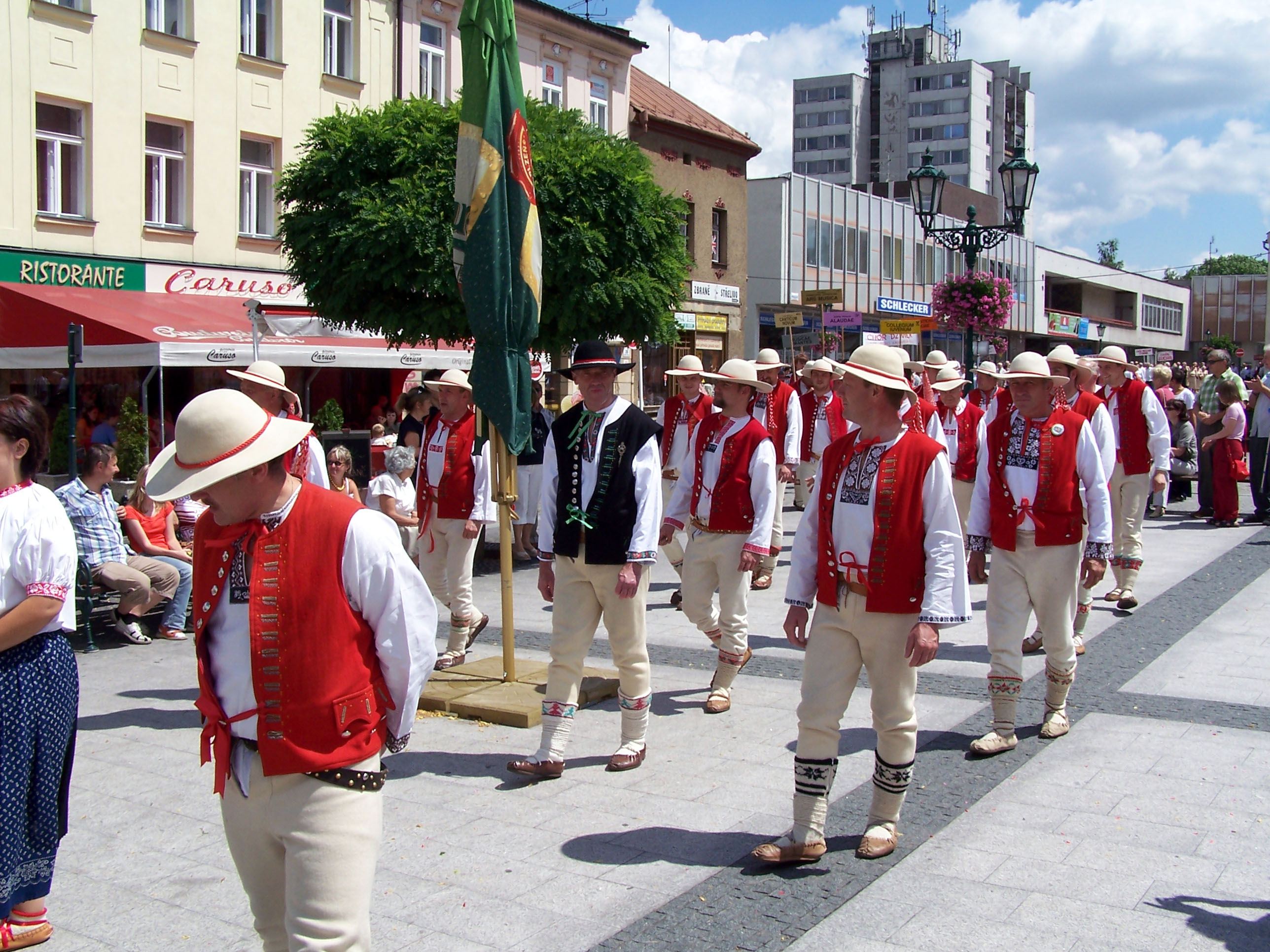
Górale jabłonkowscy w Czechach

Mieszkańcy Polski żyją obecnie w tradycyjnych i historycznych regionach geograficznych. Największe obszary historyczno-geograficzne to: Mazowsze, Pomorze, Wielkopolska, Małopolska, Warmia, Mazury i Śląsk. Wyróżnia się także mniejsze na obszarach pośrednich i przygranicznych.
W niektórych regionach miejscowe grupy etnograficzne utrwaliły do dziś dnia potrzebę zachowania lokalnej tradycji i kultury. Na przykład w Zakopanem, w rejonie Podhala, można spotkać ludzi noszących charakterystyczne stroje, wykonujących muzykę oraz posługujących się specyficznym regionalnym dialektem, który można usłyszeć w każdej wsi. 
Współcześnie konstruowana samoidentyfikacja wymaga od poszczególnych jednostek częstego dokonywania wyborów elementów własnej osobowości. Zróżnicowanie kulturowe czy ambiwalencja orientacji narodowej to stałe charakterystyki ludności rodzimej np. Śląska, czy Mazur. Natomiast tożsamość i identyfikacja kaszubska ma charakter wyraźnie kulturowo-regionalny, nie wykluczający przyjmowania dominującej tożsamości narodowej polskiej.
| Grupa zasadnicza         |                    | Grupa etnograficzna |
| ------------------------ | ------------------ | --- |
| Łęczycanie i Sieradzanie |                    | Łęczycanie, Sieradzanie |
| Małopolanie              | grupa krakowska    | Krakowiacy (wschodni i zachodni), Nadwiślanie, Pichacze, Pogórzanie (wschodni), Proszowiacy |
|                          | grupa sandomierska | Borowiacy sandomierscy, Kosieniacy, Lasi, Lasowiacy, Lesiacy, Lubliniacy, Posaniacy, Rzeszowiacy, Sandomierzacy |
|                          | Górale             | Babiogórcy, Czarni Górale, G. czadeccy, G. kliszczaccy, G. krośnieńscy, G. łąccy, G. pienińscy, G. sądeccy, G. żywieccy, Lachy Sądeckie, Orawiacy, Podhalanie, Spiszacy, Zagórzanie                                         |
| Mazowszanie              |                    | Bojarzy Międzyrzeccy, Księżacy łowiccy, Kurpie, Mazurzy północni, Mazurzy (właściwi), Poborzanie, Podlasianie (Mazurzy podlascy)                                                                                            |
| Mazurzy i Warmiacy       |                    | Mazurzy (pruscy) (†), Warmiacy |
| Pomorzanie i Kaszubi     |                    | Borowiacy Tucholscy, Bylacy, Chełminiacy, Dobrzyniacy, Gochowie, Kaszubi, Kociewiacy, Kościerzacy, Kosznajdrzy (†), Krubanie, Lasacy (Lasowiacy), Lesacy, Lubawiacy, Morzanie, Nadwiślacy, Słowińcy (†)                     |
| Ślązacy                  |                    | Bytomiacy, Górale czadeccy, Górale śląscy, Jacki jabłonkowskie, Górzanie, Krawaki, Lachy śląskie, Morawcy, Opolanie, Raciborzanie, Wałasi                                                                                   |
| Wielkopolanie            |                    | Bambrzy, Biskupianie, Borowiacy Kujawscy, Hazacy, Kaliszacy, Kujawiacy, Krajniacy, Mazurzy wieleńscy, Pałuczanie, Porzeczanie (†), Poznaniacy, Taśtacy, Wielkopolanie północni, grupa babimojsko-międzyrzecka (Chwalimiacy) |
| Grupy kresowe            |                    | Dolinianie (†), grupa lwowsko-tarnopolska, grupa chełmska, grupa wileńska, grupa przemyska |